# Marc Batta
Marc Batta (født 1. november 1953) er en tidligere fransk fodbolddommer som er mest kendt for at have dømt to kampe i EM 1996 i England og to kampe i VM 1998 i Frankrig.

## Karriere

### VM 1998
- Rumænien – England 2–1 (gruppespil)
- Brasilien – Chile 4–1 (ottendedelsfinale)

### EM 1996
- Kroatien – Danmark 3–0 (gruppespil)
- England – Spanien 0–0, 4–2 på (kvartfinale, straffesparkskonkurrence)

| Biografi | Spire Denne biografi om en fodbolddommer er en spire som bør udbygges. Du er velkommen til at hjælpe Wikipedia ved at udvide den. |